# Mangkubumi (Sadananya)
Mangkubumi is een bestuurslaag in het regentschap Ciamis van de provincie West-Java, Indonesië. Mangkubumi telt 3485 inwoners (volkstelling 2010).